# Bare Knuckles (film fra 1921)
Bare Knuckles er en amerikansk stumfilm fra 1921 instruere af James P. Hogan.

## Handling
Tim McGuire har en fortid i San Franciscos underverden, hvor han kendes som "The Brute" kommer på ret køl med sin adopterede familie. Han redder en besøgende, Lorraine Metcalf, fra en bande bøller, og hendes far giver ham et job ved et dæmningsprojekt. Selskabet er i konflikt med nogle andre lokale bøller, og en af selskabets ansatte, der er i ledtog med de lokale bøller, kidnapper Lorraine. Tim redder selskabets lejren fra at blive sprunget i luften og vinder pigen.

## Medvirkende
- William Russell som Tim McGuire
- Mary Thurman som Lorraine Metcalf
- Correan Kirkham som Fern
- George Fisher som Haines
- Edwin B. Tilton som Benham
- Charles Gorman som Lweek
- Jack Roseleigh som Harris
- John Cook som Soaky
- Joe Lee som Abie
- Charles K. French som Metcalf
- Jack Stevens som Shadow